# Lista wulkanów Ekwadoru

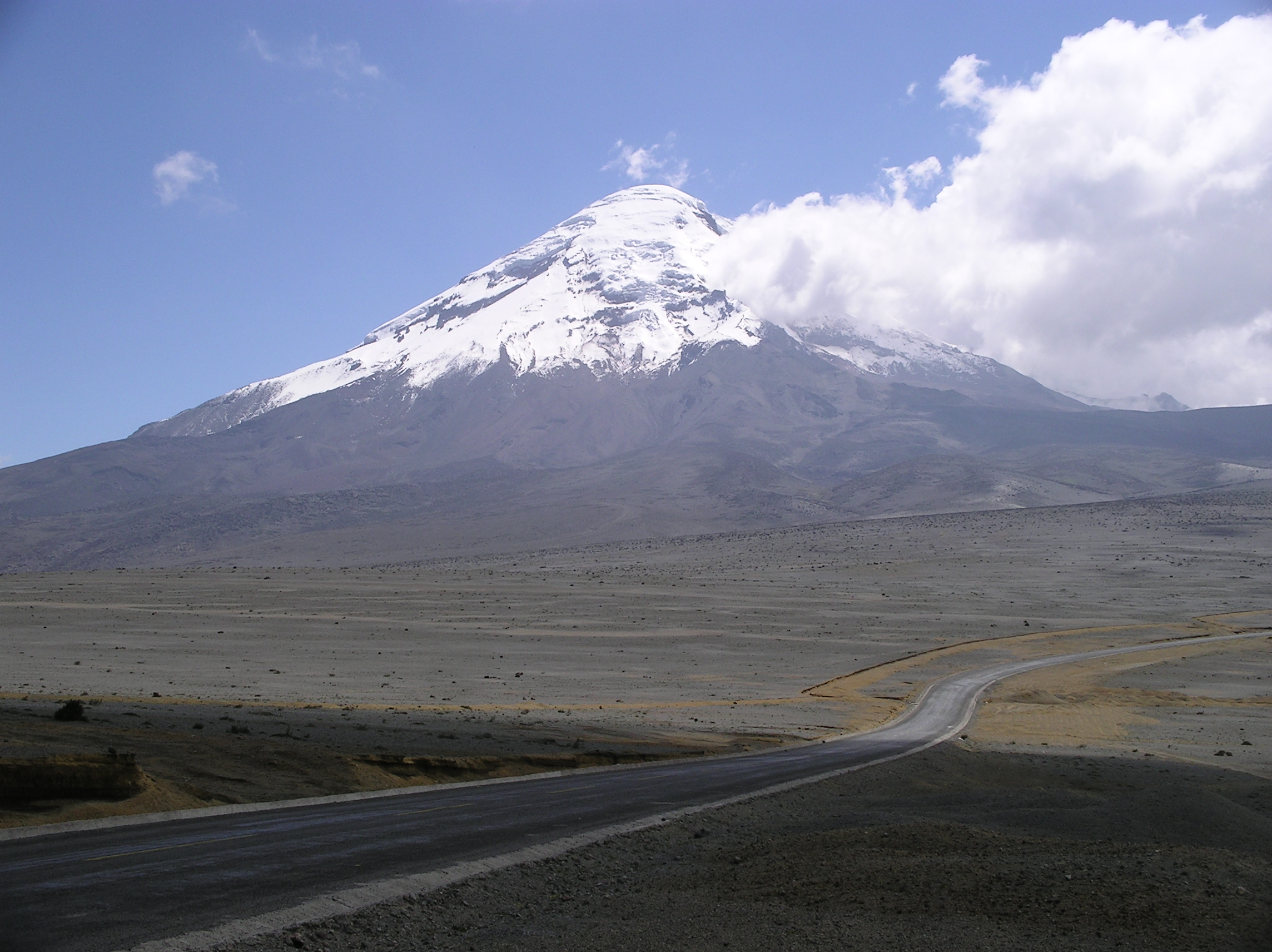
Chimborazo – najwyższy wulkan w Ekwadorze, jednocześnie najwyższy szczyt tego kraju

Poniższa lista zawiera aktywne, drzemiące oraz wygasłe wulkany w Ekwadorze. 

## Kontynentalna część Ekwadoru
| Nazwa              | Wysokość (m n.p.m.) | Współrzędne geograficzne                        | Ostatnia erupcja (rok/okres) |
| ------------------ | ------------------- | ----------------------------------------------- | ---------------------------- |
| El Altar/Capacurco | 5405                | 1°40,8′S 78°25,2′W/-1,680000 -78,420000         | -                            |
| Aliso              | 4267                | 0°31,8′S 78°00,0′W/-0,530000 -78,000000         | 2450 p.n.e                   |
| Antisana           | 5753                | 0°28,8′S 78°08,4′W/-0,480000 -78,140000         | 1802                         |
| Atacazo            | 4463                | 0°21′11″S 78°37′01″W/-0,353000 -78,617000       | -                            |
| Carihuairazo       | 5018                | 1°24′25″S 78°45′00″W/-1,406944 -78,750000       | -                            |
| Cayambe            | 5790                | 0°01′44″N 77°59′10″W/0,029000 -77,986000        | 1786                         |
| Chacana            | 4643                | 0°22,2′S 78°15,0′W/-0,370000 -78,250000         | 1773                         |
| Chiles             | 4756                | 0°47′52″N 77°57′03″W/0,797778 -77,950833        | 1936                         |
| Chimborazo         | 6310                | 1°28′09″S 78°49′03″W/-1,469167 -78,817500       | 640 p.n.e. ± 500 lat         |
| Corazón            | 4790                | 0°25,8′S 77°43,2′W/-0,430000 -77,720000         | Holocen                      |
| Cotopaxi           | 5897                | 0°40′37″S 78°26′10″W/-0,677000 -78,436000       | 1940                         |
| Cuicocha           | 3246                | 0°18′30″N 78°21′50″W/0,308333 -78,363889        | 950 p.n.e.                   |
| Cusin              | -                   | 0°09,0′N 78°08,4′W/0,150000 -78,140000          | -                            |
| Illiniza           | 5248                | 0°39′32″S 78°42′50″W/-0,659000 -78,714000       | Holocen                      |
| Imbabura           | 4557                | 0°15,6′N 78°10,8′W/0,260000 -78,180000          | Późny Pleistocen             |
| Mojanda            | 4263                | 0°07,8′N 78°16,2′W/0,130000 -78,270000          | Holocen                      |
| Pan de Azucar      | 3482                | 0°25,8′S 77°43,2′W/-0,430000 -77,720000         | Holocen                      |
| Pasochoa           | -                   | 0°27,6′S 78°28,8′W/-0,460000 -78,480000         | wygasły                      |
| Guagua Pichincha   | 4784                | 0°10′16″S 78°35′53″W/-0,171000 -78,598000       | 2004                         |
| Pululagua          | 3356                | 0°02′17″N 78°27′47″W/0,038000 -78,463000        | 467 p.n.e.                   |
| Quilotoa           | 3914                | 0°51,0′S 78°54,0′W/-0,850000 -78,900000         | 1797                         |
| Reventador         | 3562                | 0°00′25″S 77°39′00″W/-0,007000 -77,650000       | 2012                         |
| Rumiñahui          | 4721                | 0°38′00″S 78°32′00″W/-0,633333 -78,533333       | -                            |
| Sangay             | 5188                | 2°01,8′S 78°20,4′W/-2,030000 -78,340000         | 2012                         |
| Sincholagua        | 4873                | 0°32′44,86″S 78°21′59,69″W/-0,545794 -78,366581 | -                            |
| Soche              | 3955                | 0°33′07″N 77°34′48″W/0,552000 -77,580000        | -                            |
| Sumaco             | 3990                | 0°31,8′S 77°37,2′W/-0,530000 -77,620000         | 1933                         |
| Tulabug            | 3336                | 1°46′48″S 78°36′47″W/-1,780000 -78,613000       | Holocen                      |
| Tungurahua         | 5023                | 1°28′01″S 78°26′31″W/-1,467000 -78,442000       | 2013                         |

## Wyspy Galápagos

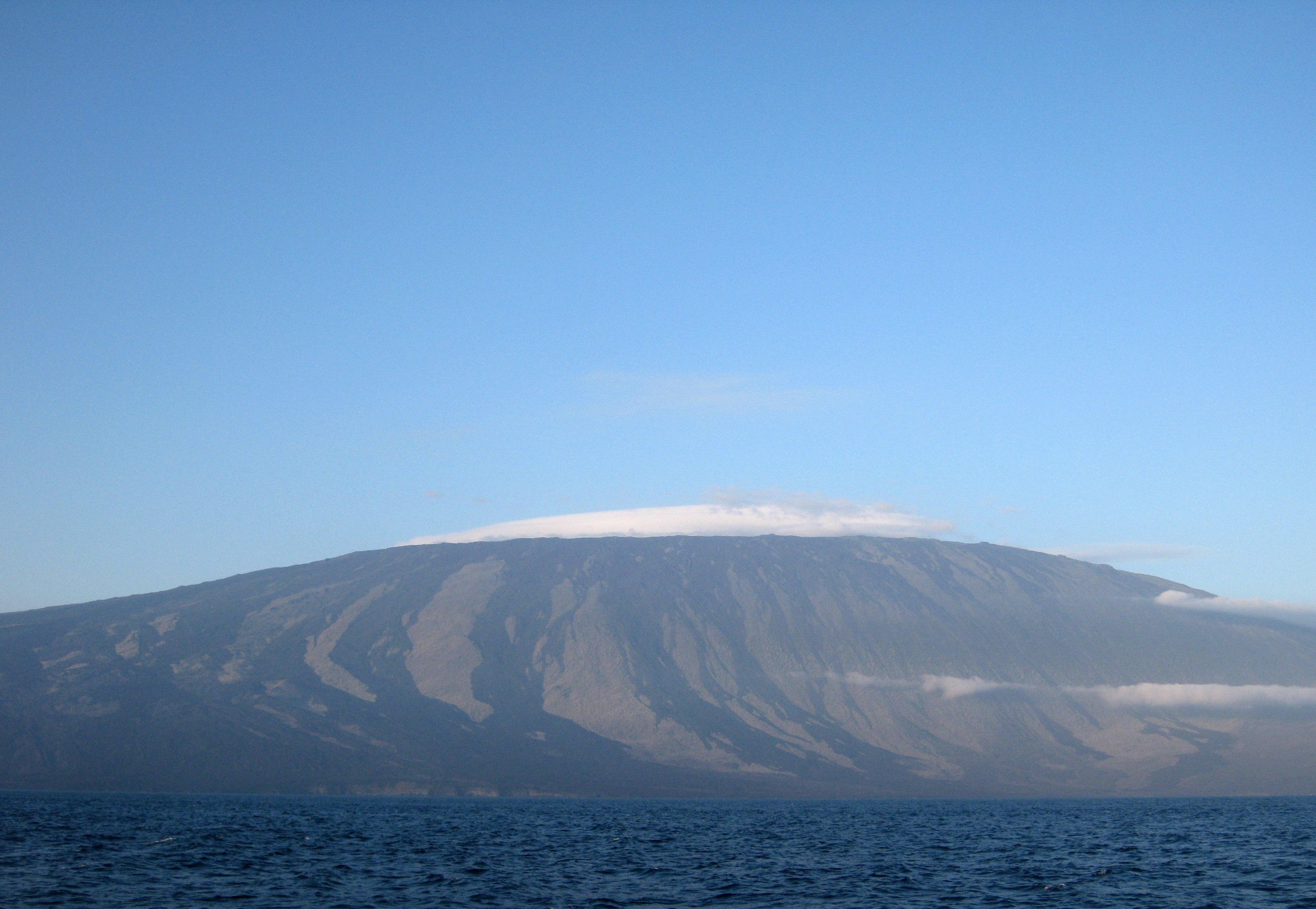
Wolf – najwyższy wulkan archipelagu Galapagos

| Nazwa          | Wysokość (m n.p.m.) | Współrzędne geograficzne                  | Ostatnia erupcja (rok/okres) |
| -------------- | ------------------- | ----------------------------------------- | ---------------------------- |
| Alcedo         | 1130                | 0°25,8′S 91°07,2′W/-0,430000 -91,120000   | 1993                         |
| Cerro Azul     | 1640                | 0°54,0′S 91°25,2′W/-0,900000 -91,420000   | 2008                         |
| Darwin         | 1330                | 0°10,8′S 91°16,8′W/-0,180000 -91,280000   | 1813                         |
| Ecuador        | 790                 | 0°01′12″S 91°32′46″W/-0,020000 -91,546000 | 1150                         |
| La Cumbre      | 1495                | 0°22,2′S 91°33,0′W/-0,370000 -91,550000   | 2009                         |
| Cerro Pajas    | 640                 | 1°18,0′S 90°27,0′W/-1,300000 -90,450000   | holocen                      |
| Galapagos Rift | -2430               | 0°47′31″N 86°09′00″W/0,792000 -86,150000  | 1996                         |
| Genovesa       | 64                  | 0°19′12″N 89°57′29″W/0,320000 -89,958000  | -                            |
| Marchena       | 343                 | 0°19,8′S 90°28,2′W/-0,330000 -90,470000   | 1991                         |
| Pinta          | 780                 | 0°34,8′S 90°45,0′W/-0,580000 -90,750000   | 1928                         |
| San Cristóbal  | 759                 | 0°52,8′S 89°30,0′W/-0,880000 -89,500000   | -                            |
| Santa Cruz     | 964                 | 0°37,2′S 90°19,8′W/-0,620000 -90,330000   | -                            |
| Santiago       | 920                 | 0°13,2′S 90°46,2′W/-0,220000 -90,770000   | 1906                         |
| Sierra Negra   | 1124                | 0°49,8′S 91°10,2′W/-0,830000 -91,170000   | 2005                         |
| Wolf           | 1710                | 0°01,2′N 91°21,0′W/0,020000 -91,350000    | 2015                         |